# 76,2mm kanón modelů 1914, 1922 a 1928
76,2mm kanóny modelů 1914, 1922 a 1928 (respektive typu 3. roku, typu 11. roku a typu 88) japonského císařského námořnictva tvořily rodinu námořních protiletadlových kanónů, které byly používány na lodích, ponorkách a v pozemních protiletadlových bateriích císařského námořnictva. Ačkoliv je v roli sekundární a protiletadlové výzbroje křižníků a bitevních lodí během 30. let nahradily modernější kanóny větších ráží, na menších jednotkách a v pozemních instalacích se dočkaly nasazení i za druhé světové války.
Všechny tři typy měly ráži 76,2 milimetrů, hlaveň délky 40 ráží (3048 mm) a používaly jednotný náboj. Otáčení, elevace i nabíjení bylo prováděno manuálně.

## Vývoj a nasazení

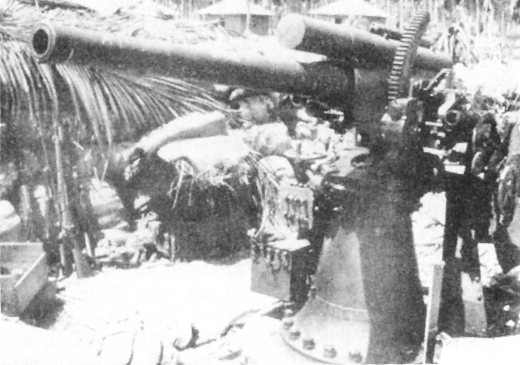
76,2mm kanón v pozemní lafetaci ukořistěný na Guadalcanalu

76,2mm kanón typu 3. roku vycházel z 3pdr britského námořního kanónu, který jako 3" (76,2 mm) kanón typu 41. roku používalo i císařské námořnictvo. Nová zbraň byla přijata do výzbroje 4. února 1916 jako 40rážový 3palcový kanón s vysokou elevací (四〇口径三吋大仰角砲 40-kókei 3-inči dai gjókaku hó). S přeznačením zbraní na centimetry byl 5. října 1917 tento kanón přeznačen na 40rážový 8cm protiletadlový kanón (四〇口径八糎高角砲 40-kókei 8-senči kókaku hó) a konečně 29. března 1922 na 40rážový 8cm protiletadlový kanón typu 3. roku (四〇口径三年式八糎高角砲 40-kókei 3-nenšiki 8-senči kókaku hó). Navzdory označení zůstala zachována ráže 76,2mm.
76,2mm kanón typu 3. roku byl (pod odpovídajícím dobovým označením) instalován na následujících plavidlech:
- Bitevní lodě tříd Fusó, Ise a Nagato nesly po dokončení až do přestaveb ve 30. letech každá čtyři kusy.[4] Rovněž bitevní lodě třídy Tosa měly nést po čtyřech 76,2mm kanónech.[5]
- Bitevní křižníky/bitevní lodě třídy Kongó nesly po dokončení osm kanónů až do první rekonstrukce na přelomu 20. a 30. let, kdy byl jejich počet redukován na čtyři kusy, které byly během 30. let rovněž odstraněny.[6]
- Letadlová loď Hóšó nesla po dokončení dva 76,2mm kanóny, odstraněné při následujících přestavbách[7]
- Těžké křižníky třídy Furutaka nesly čtyři kanóny až do malé přestavby počátkem 30. let[8]
- Lehké křižníky tříd Tenrjú (1 ks), Kuma (2 ks), Nagara (2 ks), Sendai (2 ks) a experimentální Júbari nesly 76,2mm kanóny zpravidla až do přestaveb ve 30. letech.[9]
- Nosiče hydroplánů Notoro a Kamoi nesly po dvou 76,2mm kanónech.[10]
- Zásobovací lodě ponorek třídy Džingei nesly po dvou 76,2mm kanónech.[11][p 2]
- Minonosky Icukušima a Wakataka nesly každá po dvou 76,2mm kanónech[12][p 2]

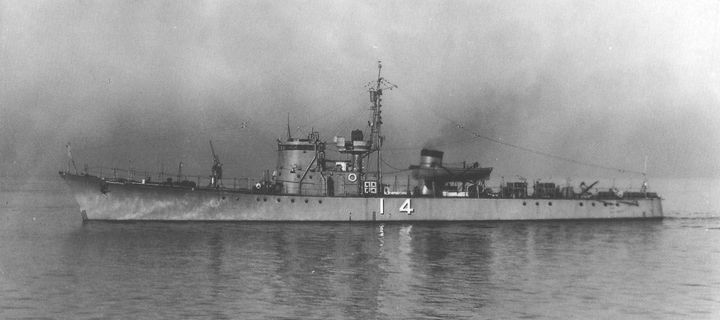
Stíhač ponorek č. 14 se 76,2mm kanónem na přídi

- Stíhače ponorek tříd č. 13 a č. 28 nesly po jednom 76,2mm kanónu.[13][p 2]
- Pomocné minonosky třídy č. 1 nesly po jednom 76,2mm kanónu na přídi.[14][p 2]
- Lodě pro pokládání kabelů tříd Hašima a Harušima nesly po jednom 76,2mm kanónu.[15][p 2]
- Tankery třídy Ondo nesly po dvou 76,2mm kanónech.[16]
- Výsadkové lodě třídy č. 101 nesly po jednom 76,2mm kanónu na zádi.[17]

76,2mm kanón typu 3. roku se dostal i do výzbroje námořnictva Čínské republiky a to konkrétně jako sekundární výzbroj lehkých křižníků třídy třídy Ning Chaj (6xI na Ning Chaj a 3xI na Pching Chaj).
40rážový 8cm protiletadlový kanón typu 88 byl vyvinut jako ponorková zbraň a jako takový instalován po jedné lafetaci na ponorky typu K6. Podle Campbella byly kanóny typu 88 instalovány již i na předchozí ponorky typu K5.

## Popis

### Hlaveň
Hlaveň byla vyrobena z monobloku. Zadek hlavně byl u typu 3. roku opatřen šikmým klínovým závěrem nakloněným přibližně o 45 °, který se otvíral dolů doprava. U typu 11. roku a typu 88 byl klínový závěr horizontální. Životnost hlavně byla 1200 až 2000 výstřelů. Nábojová komora měla 2,1 dm3 a při výstřelu v ní vznikal tlak až 2250 kg/cm2 (220 649,6 kPa).
Existovalo několik modelů hlavní lišících se vývrtem. DiGiulian uvádí následující modely s konstantním drážkováním a hloubce jednoho závitu 28 ráží:
| Model     | Délka vývrtu [mm] | Počet drážek | Hloubka drážky [mm] | Šířka drážky [mm] | Pole mezi drážkami [mm] |
| --------- | ----------------- | ------------ | ------------------- | ----------------- | ----------------------- |
| I a II    | 2608              | 16           | 1,0                 | 9,3               | 4,07                    |
| III a VII | 2608              | 24           | 1,0                 | 5,905             | 4,07                    |
| IV        | 2623              | 24           | 1,0                 | 5,905             | 4,07                    |

Lacroix & Wells uvádí model VIII s 21 drážkami; bez dalších podrobností.
Dělo mohlo být nabíjeno při všech úhlech elevace.

### Munice
Lacroix & Wells uvádí celkem sedm druhů munice zavedené v letech 1918 až 1929 a používaných na křižnících císařského námořnictva, DiGiulian přidává další dva:
- Trhavý granát (通常弾 cúdžódan) č. 3 zavedený roku 1918, plněný 454 gramy výbušniny šimose s hlavovým zapalovačem typu 5 modifikace 1. Ostré granáty měly kaštanově hnědé tělo a bílou špičku, stejně jako všechny následující trhavé granáty.[2]
- Trhavý granát č. 4 zavedený roku 1929, plněný 454 gramy šimose a s hlavovým zapalovačem fukudó šinkan (~ dvoučinný zapalovač).[2]
- Trhavý granát typu 0 zavedený roku 1940.[1]
- Tříštivý granát (rjúsendan) zavedený roku 1918 s hlavovým zapalovačem fukudó šinkan. Ostré granáty měly šedé tělo a bílou špičku.[2]
- Cvičný (演習弾 enšúdan) zavedený roku 1918, bez zapalovače. Černé tělo a žlutá špička.[2]
- Cvičný časovaný (時限演習弾 džigen enšúdan) zavedený roku 1924; s hlavovým zapalovačem fukudó šinkan. Černé tělo a bílá špička.[2]
- Granát s kouřovou stopovkou (eiendan) zavedený roku 1920; s hlavovým zapalovačem fukudó šinkan. Červené tělo i špička.[2]
- Mokuhjódan (目標弾 ~ značkovací granát) zavedený roku 1924; s hlavovým zapalovačem fukudó šinkan. Zelené tělo a bílá špička.[2]
- Protiponorkový s plochou špičkou z roku 1943.[1][22]

### Lafetace
76,2mm kanón typu 3. roku byl používán pouze v manuálně ovládané jednohlavňové lafetaci, která byla většinou nekrytá. Na japonských dělových člunech a čínských křižnících byla ale vybavena ochranným štítem.

## Nástupci
Na křižnících a bitevních lodích byl 76,2mm kanón během 30. let nahrazen 120mm kanóny typu 10. roku a 127mm kanóny typu 89. Na menších jednotkách se 76,2mm kanón udržel až do konce druhé světové války. V ráži 76,2mm se nástupcem stal 76,2mm kanón typu 98.